# PFK Svetkavița
PFK Svetkavița Târgoviște este un club de fotbal din Târgoviște, Bulgaria. Svetkavița este pentru prima oară în prima ligă bulgară. 